# Philometra overstreeti
Philometra overstreeti is een rondwormensoort uit de familie van de Philometridae. De wetenschappelijke naam van de soort is voor het eerst geldig gepubliceerd in 2006 door Moravec & de Buron.